# جک هیل (بازیگر)
جک هیل (انگلیسی: Jack Hill؛ ‏ ۱۲ سپتامبر ۱۸۸۷ – ۲۲ نوامبر ۱۹۶۳) بازیگر اهل ایالات متحده آمریکا بود.
از فیلم‌ها یا برنامه‌های تلویزیونی که وی در آن نقش داشته‌است، می‌توان به ۴۵ دقیقه از هالیوود، فضول‌باشی، ولشون کن بخندن، خانم سوئیسی، کله‌پا، بانی اسکاتلند، نخاله‌ها در دریا، عاقله‌مردهای دست‌ودلباز، دو ملوان، دختر کولی، زحمت را کم کن، این به آن در، اسپیدی، شامپانزه، ما را ببخشید، شلوار پوشاندن به فیلیپ، بیوهانکز، آزادی، زیر صفر، بزرگ باش!، نبرد قرن، متواری، اشتباه دوباره، شکوه چهارم، جزیره گنج، برادر شیطان، جواهرات مسروقه، بچه‌ها در شهر اسباب‌بازی، ژنرال اسپنکی، ترمیم‌کنندگان زناشویی، کله‌پوک‌ها، به‌سوی غرب، ستاره‌ای انتخاب کن، روابط ما و آیا مردان متأهل باید به خانه بروند؟ اشاره کرد.